# Anna Kozlova
Anna Kozlova (ryska: А́нна Козло́ва, Ánna Kozlóva), född den 30 december 1972 i Sankt Petersburg, Ryssland, Sovjetunionen, är en rysk och sedermera amerikansk konstsimmerska.
Hon tog OS-brons i lagtävlingen i konstsim och OS-brons i duett i konstsim i samband med de olympiska konstsimstävlingarna år 2004 i Aten i Grekland.